# Vladimir Katriuk
Volodymyr Katriuk (1 de octubre de 1921-22 de mayo de 2015) fue un soldado y apicultor ucraniano-canadiense, acusado por el Centro Simon Wiesenthal de haber participado activamente en la Masacre de Jatín durante la Segunda Guerra Mundial. En el informe anual sobre los criminales de guerra nazis de los años 2012, 2013 y 2014, Katriuk ocupó el tercer lugar en la lista de los criminales de guerra nazis más buscados, según el Centro Simon Wiesenthal. Katriuk negó cualquier participación en crímenes de guerra.

## Primeros años
Katriuk nació en el pueblo de Luzhany, cerca de la ciudad de Chernivtsí. Chernivtsi está situada en la región de Bucovina, que en 1921 formaba parte del Reino de Rumanía. 

## Segunda Guerra Mundial
En 1942, Katriuk se unió al Batallón 118 de la Schutzmannschaft para luchar contra los partisanos soviéticos. Los vínculos nazis de Katriuk se conocían en el momento de una decisión del Tribunal Federal de Canadá de 1999, pero no se conocieron más detalles hasta la publicación en 2008 de los informes de los interrogatorios del KGB en el juicio de Hryhoriy Vasiura, uno de los oficiales del batallón. Los nuevos documentos del KGB, aún no vistos por el público en general, afirman que Katriuk estuvo directamente involucrado en la Masacre de Jatín. En un artículo publicado en Holocaust and Genocide Studies, el historiador de la Universidad de Lund Per Anders Rudling, basándose en los nuevos informes de los interrogatorios del KGB, escribió que "un testigo declaró que Volodymyr Katriuk fue un participante especialmente activo en la atrocidad: al parecer, se colocó detrás de la ametralladora estacionaria, disparando sobre cualquiera que intentara escapar de las llamas".
En otro juicio soviético por crímenes de guerra, celebrado en 1973, se dijo que Katriuk y otros dos mataron a un grupo de leñadores bielorrusos ese mismo día, al sospechar que formaban parte de un levantamiento popular. "Vi cómo Ivankiv disparaba con una ametralladora sobre la gente que corría para refugiarse en el bosque, y cómo Katriuk y Meleshko disparaban a la gente que estaba tirada en la carretera", dijo el testigo. Katriuk era miembro del batallón 118 de la Schutzmannschaft que ayudó a los nazis a crear "zonas muertas". La política de zonas muertas consistía en exterminar a los partisanos soviéticos que habían lanzado emboscadas contra las fuerzas nazis.

### Doble deserción
Katriuk declaró ante el Tribunal Federal que en agosto de 1944 desertó con todo el batallón y se unió a la Resistencia francesa para luchar contra los nazis. Ese mismo año fue transferido a la Legión Extranjera Francesa, como soldado raso, y fue uno de los veinte o veinticinco voluntarios que fueron enviados por sus comandantes franceses para ir al frente a luchar contra el ejército alemán. Katriuk fue puesto a cargo de una ametralladora y, en el transcurso de su servicio, fue gravemente herido.
Pasó dos meses y medio en un hospital estadounidense en Francia. Katriuk afirmó haber luchado después en el frente italiano, cerca de Mónaco, hasta el final de la Segunda Guerra Mundial. Permaneció en la Legión Extranjera para evitar la repatriación, pero desertó mientras estaba de permiso en julio de 1945, tras enterarse de que su unidad sería enviada a luchar a Indochina. Obtuvo documentos de identidad falsos con una nueva fecha de nacimiento, a nombre de su cuñado, y consiguió un trabajo en una carnicería de París.

## Inmigración a Canadá
En 1951, Katriuk emigró a Canadá desde Francia. En 1959, se convirtió en apicultor en Ormstown, Quebec, donde tenía una granja apícola y vivía en una pequeña casa en la propiedad.

### Pregunta sobre la ciudadanía canadiense
En agosto de 1996, se notificó a Katriuk que el gobierno canadiense pretendía revocar su ciudadanía. La decisión debía tomarla el Consejo de Ministros de Canadá. En 1999, una decisión del Tribunal Federal de Canadá concluyó que Katriuk inmigró al país bajo un seudónimo y obtuvo su ciudadanía canadiense proporcionando información falsa. Sin embargo, el tribunal no encontró pruebas de que Katriuk hubiera participado en crímenes de guerra y, en 2007, el gabinete detuvo el procedimiento de revocación. En 2012, el gobierno canadiense se comprometió a reexaminar el caso, aunque no lo hizo.

## Fallecimiento
Katriuk falleció de un derrame cerebral en un hospital de Salaberry-de-Valleyfield (Quebec) el 22 de mayo de 2015, a la edad de 93 años. Dos semanas antes de su muerte, el Comité de Investigación de Rusia pidió a Canadá que deportara a Katriuk a la Federación Rusa para que pudiera ser juzgado, según el derecho internacional; el gobierno canadiense, cuyas relaciones con el gobierno ruso son tensas desde la Adhesión de Crimea a Rusia, ignoró la petición.